# 川鄂囊瓣芹
川鄂囊瓣芹（学名：Pternopetalum rosthornii）是伞形科囊瓣芹属的植物，为中国的特有植物。分布在中国大陆的四川、湖北等地，生长于海拔1,300米至2,170米的地区，多生于山坡沟谷、潮湿岩石上、河岸和竹林下，目前尚未由人工引种栽培。